# 張綺 (明朝)
张绮（1479年—1554年），字文锦，号青峰，陕西承宣布政使司吴堡县三脑舍窠村（今陕西省吴堡县张家墕村）人。
张绮年轻时好学，学识渊博。入贡举，任北直隶大名府通判，官至六品，秉公执法。嘉靖二十年（1550年）转任云南承宣布政使司昆阳州（今云南省昆明市晋宁区）知州，阶奉直大夫。他向当地百姓讲求乡约，劝教纺织，勤与农艺，开凿渠坝，兴建学校。为人好友助人，清正廉洁。